# 岡田元也
岡田 元也（おかだ もとや、1951年〈昭和26年〉6月17日 - ）は、日本の実業家。イオン取締役兼代表執行役会長・イオングループCEO。
イオン創業者で名誉会長の岡田卓也の長男。衆議院議員で外務大臣、副総理、民進党代表（初代）などを務めた岡田克也、東京新聞政治部部長を務めた高田昌也は実弟。
三重県四日市市出身。

## 人物・来歴
呉服店岡田屋を創業した四日市岡田家の家系図では、8代目当主となっている。
また、イオン岡田家の子会社経営者の息子の岡田尚也と長女がいる。
指名委員会等設置会社となったイオンにおいて、代表執行役社長のほか報酬委員と指名委員を兼務し、2020年5月時点では社外取締役の内永ゆか子や大野恒太郎、ピーターチャイルドらと指名委員会を構成していた。
2020年3月に吉田昭夫に社長を譲り、自身は代表執行役会長に就任した。

## 経歴
- 1975年（昭和50年）3月 早稲田大学商学部卒業（学位：商学士）。
- 1978年（昭和53年）12月 米国バブソン大学大学院MBA課程修了（学位：経営学修士）。
- 1979年（昭和54年）3月 ジャスコ株式会社（現：イオン）入社。
- 1980年（昭和55年）7月 ミニストップ大倉山店 初代店長。[2]
- 1986年（昭和61年）7月 ジャスコ新茨木店 初代店長。
- 1987年（昭和62年）10月 21世紀ビジョン・プロジェクトーチームリーダー。
- 1989年（平成元年）タルボットジャパン株式会社代表取締役社長。
- 1990年（平成2年）5月 ジャスコ株式会社取締役。
- 1992年（平成4年）2月 ジャスコ株式会社常務取締役。
- 1995年（平成7年）5月 ジャスコ株式会社専務取締役。
- 1997年（平成9年）6月 ジャスコ株式会社の代表取締役社長（第一勧業銀行総会屋利益供与事件の影響で、同行出身の田中賢二前社長が逮捕されたため）。
- 2000年（平成12年）5月 日本チェーンストア協会会長。
- 2003年（平成15年）5月 イオン株式会社取締役兼代表執行役社長。
- 2005年（平成17年）11月 株式会社ツルハホールディングス社外取締役（2021年10月退任）。
- 2012年（平成24年）3月 イオン株式会社取締役兼代表執行役社長 グループCEO。
- 2014年（平成28年）11月 株式会社ウエルシアホールディングス社外取締役（現任）。
- 2016年（平成28年）11月 株式会社クスリのアオキホールディングス社外取締役（現任）。
- 2020年（令和2年）3月 イオン株式会社取締役兼代表執行役会長、取締役会議長（取締役兼代表執行役社長を退任）[3]。